# 环己基苯
环己基苯是一种有机化合物，化学式C6H5-C6H11，常温常压下为无色液体。它可由苯和环己烯的酸催化烷基化反应制得。